# ملاقات (فیلم ۲۰۱۵)
ملاقات (به انگلیسی: The Visit) فیلمی در ژانر تصاویر پیدا شده و کمدی ترسناک به نویسندگی و کارگردانی ام. نایت شیامالان است که در سال ۲۰۱۵ منتشر شد. ملاقات در تاریخ ۱۱ سپتامبر ۲۰۱۵ در ایالات متحده اکران شد.

## داستان
قرار است ربکا و تایلر یک هفته‌ای رانزد پدربزرگ و مادربزرگ مادری شان بگذارنند که پیشتر هرگز آن‌ها را ملاقات نکرده‌اند. ربکا تصمیم می‌گیرد یک فیلم مستند در مورد ملاقات با پدر بزرگ و مادر بزرگش جان و دوریس بسازد. شرح وقایع را تماشاچی از طریق دوربین ربکا شاهد است. جان و دوریس از آن دو درایستگاه قطار استقبال می‌کنند و نوه‌هایشان را به خانه دور افتاده‌شان می‌برند. جان به بچه‌ها می‌گوید که چون او و همسرش سالمند هستند زود می‌خوابند و بچه‌ها نباید بعد از نه و نیم شب بیدار بمانند یا از اتاقشان خارج شوند.
اتفاقات عجیب که شب‌ها در داخل خانه و روزها در اطراف آن رخ می‌دهد باعث می‌شود در روز ششم سفر ربکا و تایلر با مادرشان تماس بگیرند و از او بخواهند در اسرع وقت آن‌ها را از خانه پدربزرگ و مادربزرگشان خارج کند...